# Eugen Heck
Wilhelm Eugen Heck (* 28. Mai 1897 in Bregenz; † April 1987 in Tübingen) war ein deutscher Gymnasiallehrer, der Pionierarbeit in der deutsch-französischen Beziehung im Schulwesen leistete. 

## Leben
Nach dem Abitur 1922 am Realgymnasium in  Stuttgart, studierte Heck an den Universitäten Tübingen, Paris, Genf und London Philosophie und neuere Sprachen. Das Studium hat er 1926 mit der Promotion  zum Dr. phil. abgeschlossen. In Tübingen war er bei der Studentenverbindung Landsmannschaft Schottland aktiv.
Zwischen 1929 und 1945 unterrichtete er an Gymnasien in Stuttgart, Leonberg und Heilbronn. Anschließend kam er an das Kepler-Gymnasium Tübingen, wo er 1964 in den Ruhestand verabschiedet wurde. Seit dem Frühjahr 1953 sorgte er in Zusammenarbeit mit seinem Kollegen Auguste Gardette, Gymnasialprofessor am Pariser Lycée Chaptal, dafür, dass sich jährlich zweimal französische Jugendliche einige Wochen lang bei Gastfamilien des Kreises Tübingen aufhalten konnten. Bis Mitte der siebziger Jahre kamen insgesamt weit über 2000 Jungen und dann auch Mädchen dorthin. Er leistete Kleinarbeit an der Basis, wandte viel Kraft und Zeit für diese Sache auf, ohne dafür vom Deutsch-Französischen Jugendwerk oder von etwaigen anderen Stellen Zuschüsse zu erhalten.

## Ehrungen
- 1964 wurde Heck zum Ritter des Ordre des Palmes Académiques ernannt. 1970 zum Offizier, 1976 zum Komtur.
- 1974 Bundesverdienstkreuz am Bande